# Grand Prix Júnior de Patinação Artística no Gelo de Bratislava de 2018
Grand Prix Júnior de Patinação Artística no Gelo de Bratislava de 2018 foi o primeiro evento do Grand Prix Júnior de 2018–19 e a oitava vez que a Eslováquia sediou o Grand Prix ISU Júnior. A competição foi disputada entre os dias 22 de agosto e 25 de agosto, na cidade de Bratislava, Eslováquia. Os patinadores ganham pontos para se qualificar para a final do Grand Prix Júnior de 2018–19.

## Eventos
- Individual masculino
- Individual feminino
- Duplas
- Dança no gelo

## Medalhistas
| Evento                        | Ouro                                               | Prata                                          | Bronze                                           |
| Individual masculino detalhes | Stephen Gogolev · Canadá                           | Mitsuki Sumoto · Japão                         | Daniel Grassl · Itália                           |
| Individual feminino detalhes  | Anna Shcherbakova · Rússia                         | Anna Tarusina · Rússia                         | You Young · Coreia do Sul                        |
| Duplas detalhes               | Anastasia Mishina · Aleksandr Galiamov · Rússia    | Apollinariia Panfilova · Dmitry Rylov · Rússia | Kseniia Akhanteva · Valerii Kolesov · Rússia     |
| Dança no gelo detalhes        | Elizaveta Khudaiberdieva · Nikita Nazarov · Rússia | Elizaveta Shanaeva · Devid Naryzhnyy · Rússia  | Eliana Gropman · Ian Somerville · Estados Unidos |

## Resultados

### Individual masculino
| Pos.              | Nome                         | Nacionalidade  | Pontos | PC         | PL          |
| ----------------- | ---------------------------- | -------------- | ------ | ---------- | ----------- |
| Medalha de ouro   | Stephen Gogolev              | Canadá         | 226.63 | 77.67 (1)  | 148.96 (1)  |
| Medalha de prata  | Mitsuki Sumoto               | Japão          | 210.31 | 74.13 (2)  | 136.18 (2)  |
| Medalha de bronze | Daniel Grassl                | Itália         | 199.26 | 71.86 (3)  | 127.40 (4)  |
| 4                 | Andrew Torgashev             | Estados Unidos | 194.75 | 65.37 (5)  | 129.38 (3)  |
| 5                 | Roman Savosin                | Rússia         | 189.86 | 67.10 (4)  | 122.76 (7)  |
| 6                 | Ryan Dunk                    | Estados Unidos | 188.91 | 63.08 (6)  | 125.83 (6)  |
| 7                 | Egor Rukhin                  | Rússia         | 187.94 | 60.60 (9)  | 127.34 (5)  |
| 8                 | Aleksa Rakic                 | Canadá         | 180.13 | 60.79 (8)  | 119.34 (8)  |
| 9                 | Kyeong Jae-seok              | Coreia do Sul  | 174.25 | 60.93 (7)  | 113.32 (9)  |
| 10                | Luc Maierhofer               | Áustria        | 170.48 | 59.98 (10) | 110.50 (10) |
| 11                | Donovan Carrillo             | México         | 165.69 | 58.09 (11) | 107.60 (11) |
| 12                | Luke Digby                   | Reino Unido    | 152.78 | 54.37 (12) | 98.41 (12)  |
| 13                | Denis Gurdzhi                | Alemanha       | 146.06 | 49.14 (15) | 96.92 (13)  |
| 14                | Alexander Zlatkov            | Bulgária       | 139.77 | 53.55 (13) | 86.22 (15)  |
| 15                | Gabriel Folkesson            | Suécia         | 137.98 | 48.03 (16) | 89.95 (14)  |
| 16                | Tomas Llorenc Guarino Sabate | Suíça          | 137.26 | 52.65 (14) | 84.61 (16)  |
| 17                | Lilian Binzari               | Moldávia       | 116.64 | 38.93 (19) | 77.71 (17)  |
| 18                | Mikalai Kazlou               | Bielorrússia   | 114.78 | 38.10 (21) | 76.68 (18)  |
| 19                | Kyrylo Lishenko              | Ucrânia        | 110.61 | 39.72 (17) | 70.89 (19)  |
| 20                | Nikolaj Molgaard Pedersen    | Dinamarca      | 102.86 | 36.91 (22) | 65.95 (20)  |
| 21                | Charles Henry Katanovic      | Croácia        | 98.65  | 39.47 (18) | 59.18 (21)  |
| 22                | Mauro Calcagno               | Argentina      | 93.61  | 38.75 (20) | 54.86 (23)  |
| 23                | Mykhailo Leiba               | Ucrânia        | 92.68  | 34.43 (23) | 58.25 (22)  |
| 24                | Calvin Pratama               | Indonésia      | 72.46  | 28.82 (24) | 43.64 (24)  |

### Individual feminino
| Pos.              | Nome                       | Nacionalidade    | Pontos | PC         | PL         |
| ----------------- | -------------------------- | ---------------- | ------ | ---------- | ---------- |
| Medalha de ouro   | Anna Shcherbakova          | Rússia           | 205.39 | 73.18 (1)  | 132.21 (1) |
| Medalha de prata  | Anna Tarusina              | Rússia           | 186.68 | 67.14 (2)  | 119.54 (3) |
| Medalha de bronze | You Young                  | Coreia do Sul    | 183.98 | 64.45 (3)  | 119.53 (4) |
| 4                 | Yi Christy Leung           | Hong Kong        | 177.22 | 61.96 (4)  | 115.26 (5) |
| 5                 | Tomoe Kawabata             | Japão            | 173.84 | 58.89 (5)  | 114.95 (6) |
| 6                 | Yuhana Yokoi               | Japão            | 173.15 | 51.65 (9)  | 121.50 (2) |
| 7                 | To Ji-hun                  | Coreia do Sul    | 162.40 | 56.68 (7)  | 105.72 (7) |
| 8                 | Pooja Kalyan               | Estados Unidos   | 160.60 | 58.34 (6)  | 102.26 (8) |
| 9                 | Alison Schumacher          | Canadá           | 144.16 | 55.74 (8)  | 88.42 (9)  |
| 10                | Maia Mazzara               | Suíça            | 139.59 | 51.39 (10) | 88.20 (10) |
| 11                | Alexandra Feigin           | Bulgária         | 132.01 | 44.94 (17) | 87.07 (11) |
| 12                | Julia Lang                 | Hungria          | 131.45 | 48.42 (12) | 83.03 (13) |
| 13                | Kristen Spours             | Reino Unido      | 131.09 | 50.61 (11) | 80.48 (15) |
| 14                | Alessia Tornaghi           | Itália           | 126.54 | 46.24 (14) | 80.30 (16) |
| 15                | Maia Sorensen              | Dinamarca        | 125.74 | 42.57 (18) | 83.17 (12) |
| 16                | Andrea Montesinos Cantu    | México           | 123.28 | 40.41 (20) | 82.87 (14) |
| 17                | Smilla Szalkai             | Suécia           | 122.51 | 46.73 (13) | 75.78 (18) |
| 18                | Sophia Schaller            | Áustria          | 120.95 | 41.04 (19) | 79.91 (17) |
| 19                | Daniela Ko                 | República Tcheca | 116.40 | 45.35 (16) | 71.05 (20) |
| 20                | Anna Rakovych              | Ucrânia          | 109.53 | 36.83 (24) | 72.70 (19) |
| 21                | Silvia Hugec               | Eslováquia       | 108.53 | 45.38 (15) | 63.15 (27) |
| 22                | Alexandra Michaela Filcova | Eslováquia       | 107.15 | 36.44 (25) | 70.71 (21) |
| 23                | Hana Cvijanović            | Croácia          | 105.09 | 39.50 (21) | 65.59 (23) |
| 24                | Ema Doboszova              | Eslováquia       | 104.68 | 37.12 (23) | 67.56 (22) |
| 25                | Ana Sofia Beschea          | Romênia          | 101.87 | 36.28 (26) | 65.59 (24) |
| 26                | Azhar Zhumakhanova         | Cazaquistão      | 100.53 | 35.77 (27) | 64.76 (26) |
| 27                | Viktoria Björnsdottir      | Islândia         | 100.41 | 35.59 (28) | 64.82 (25) |
| 28                | Anna Bertran               | Espanha          | 90.95  | 35.03 (29) | 55.92 (30) |
| 29                | Frida Turiddotter Berge    | Noruega          | 89.65  | 32.64 (31) | 57.01 (29) |
| 30                | Nea Smolej                 | Eslovênia        | 89.29  | 30.49 (33) | 58.80 (28) |
| 31                | Savika Refa Zahira         | Indonésia        | 87.56  | 32.89 (30) | 54.67 (31) |
| 32                | Kim Cheremsky              | Azerbaijão       | 82.56  | 30.66 (32) | 51.90 (32) |
| 33                | Virginia Elisa Bustos      | Argentina        | 55.15  | 18.85 (34) | 36.30 (33) |
| WD                | Elodie Eudine              | Alemanha         | —      | 39.37 (22) | — (WD)     |
| WD                | Gemma Marshall             | Luxemburgo       | —      | — (WD)     |            |

### Duplas
| Pos.              | Nome                                    | Nacionalidade | Pontos | PC        | PL         |
| ----------------- | --------------------------------------- | ------------- | ------ | --------- | ---------- |
| Medalha de ouro   | Anastasia Mishina / Aleksandr Galliamov | Rússia        | 184.80 | 64.38 (1) | 120.42 (1) |
| Medalha de prata  | Apollinariia Panfilova / Dmitry Rylov   | Rússia        | 173.37 | 57.95 (3) | 115.42 (2) |
| Medalha de bronze | Kseniia Akhanteva / Valerii Kolesov     | Rússia        | 173.24 | 60.14 (2) | 113.10 (3) |
| 4                 | Patricia Andrew / Paxton Fletcher       | Canadá        | 133.41 | 46.93 (4) | 86.48 (4)  |
| 5                 | Brooke Mcintosh / Brandon Toste         | Canadá        | 123.04 | 42.72 (5) | 80.32 (5)  |
| 6                 | Tereza Zendulková / Simon Fukas         | Eslováquia    | 98.07  | 38.71 (6) | 59.36 (7)  |
| 7                 | Darya Rabkova / Vladyslav Gresko        | Bielorrússia  | 97.94  | 35.06 (7) | 62.88 (6)  |

### Dança no gelo
| Pos.              | Nome                                          | Nacionalidade  | Pontos | DR         | DL         |
| ----------------- | --------------------------------------------- | -------------- | ------ | ---------- | ---------- |
| Medalha de ouro   | Elizaveta Khudaiberdieva / Nikita Nazarov     | Rússia         | 160.24 | 65.01 (1)  | 95.23 (1)  |
| Medalha de prata  | Elizaveta Shanaeva / Devid Naryzhnyy          | Rússia         | 152.42 | 60.51 (2)  | 91.91 (2)  |
| Medalha de bronze | Eliana Gropman / Ian Somerville               | Estados Unidos | 148.96 | 60.37 (3)  | 88.59 (3)  |
| 4                 | Alicia Fabbri / Paul Ayer                     | Canadá         | 136.04 | 58.91 (4)  | 77.13 (6)  |
| 5                 | Loicia Demougeot / Theo Le Mercier            | França         | 133.80 | 55.94 (5)  | 77.86 (4)  |
| 6                 | Emiliya Kalehanova / Uladzislau Palkhouski    | Bielorrússia   | 128.07 | 52.21 (6)  | 75.86 (7)  |
| 7                 | Emily Rose Brown / James Hernandez            | Reino Unido    | 126.30 | 51.13 (7)  | 75.17 (10) |
| 8                 | Anna Cherniavska / Volodymyr Gorovyy          | Ucrânia        | 124.87 | 49.45 (8)  | 75.42 (9)  |
| 9                 | Nadiia Bashynska / Peter Beaumont             | Canadá         | 124.64 | 47.33 (9)  | 77.31 (5)  |
| 10                | Katarina Delcamp / Maxwell Gart               | Estados Unidos | 122.09 | 46.55 (12) | 75.54 (8)  |
| 11                | Amanda Peterson / Stephano Valentino Schuster | Alemanha       | 118.24 | 46.81 (10) | 71.43 (11) |
| 12                | Marie Dupayage / Thomas Nabais                | França         | 117.93 | 46.57 (11) | 71.36 (12) |
| 13                | Giulia Tuba / Andrea Tuba                     | Itália         | 109.28 | 46.09 (13) | 63.19 (13) |
| 14                | Jeon Jeon-geun / Choi Sung-min                | Coreia do Sul  | 80.89  | 31.07 (14) | 49.82 (14) |

## Quadro de medalhas
| Ordem | País           | Medalha de ouro | Medalha de prata | Medalha de bronze |    | Ordem por total |
| ----- | -------------- | --------------- | ---------------- | ----------------- | -- | --------------- |
| 1     | Rússia         | 3               | 3                | 1                 | 7  | 1               |
| 2     | Canadá         | 1               |                  |                   | 1  | 2               |
| 3     | Japão          |                 | 1                |                   | 1  | 2               |
| 4     | Coreia do Sul  |                 |                  | 1                 | 1  | 2               |
| 4     | Estados Unidos |                 |                  | 1                 | 1  | 2               |
| 4     | Itália         |                 |                  | 1                 | 1  | 2               |
| TOTAL | TOTAL          | 4               | 4                | 4                 | 12 | —               |